# Centro Andaluz de la Fotografía
El Centro Andaluz de la Fotografía (CAF) està situat al Liceu Artístic i Literari d'Almeria, es va crear el 1992, amb motiu de la commemoració del V Centari del Descobriment d'Amèrica i dins el projecte "Imagina". L'any 1996 aquest Centre va passar a dependre de la Direcció General d'Institucions del Patrimoni Històric.
La seva fundació permet donar una oferta institucional permanent, tractant la fotografia no com un mitjà en si mateix, sinó des d'una perspectiva interdisciplinària, on té cabuda el tractament i estudi dels mitjans audiovisuals sota diversos enfocaments.

## Museu
Ell centre està formant una col·lecció museística a partir del primer fons del projecte "Imagina" de 1992. A partir d'aleshores els seus fons s'han ampliat gràcies a les donacions així com la compra de col·leccions, produccions pròpies i col·laboració en projectes.

## Serveis
Actualment ofereix els següents serveis: 
- Exposicions, tallers, edicions de catàlegs fotogràfics, recerques, divulgació i recuperació del Patrimoni Gràfic Andalús, produccions pròpies i col·laboració amb institucions i col·lectius relacionats amb la fotografia. (Entrada gratuïta)